# Viby (Seeland)
Viby is een plaats in de Deense regio Seeland, gemeente Roskilde, en telt 4571 inwoners (2007).
De plaats ligt 15 km ten zuiden van Roskilde. Viby maakt deel uit van de parochie Syv
In Denemarken is dit niet de enige plaats die Viby heet. Om onderscheid te kunnen maken wordt deze plaats meestal Viby Sjælland, of afgekort Viby Sj., genoemd.
- Nationale Bibliotheek van Israël: 987007559614105171
- Virtual International Authority File: 133692594